# Duque de Caxias (Santa Maria)
Duque de Caxias (pronunciación portuguesa: [d'uki d'e kaX'iAs], «Luís Alves de Lima e Silva») es un barrio del distrito de Sede, en el municipio de Santa Maria, en el estado brasileño de Río Grande del Sur. Está situado en el centro-oeste de Santa Maria.

## Villas
El barrio contiene las siguientes villas: Duque de Caxias, Parque Residencial Duque de Caxias, Vila Lameira, Vila Moreira, Vila Plátano.

## Galería de fotos

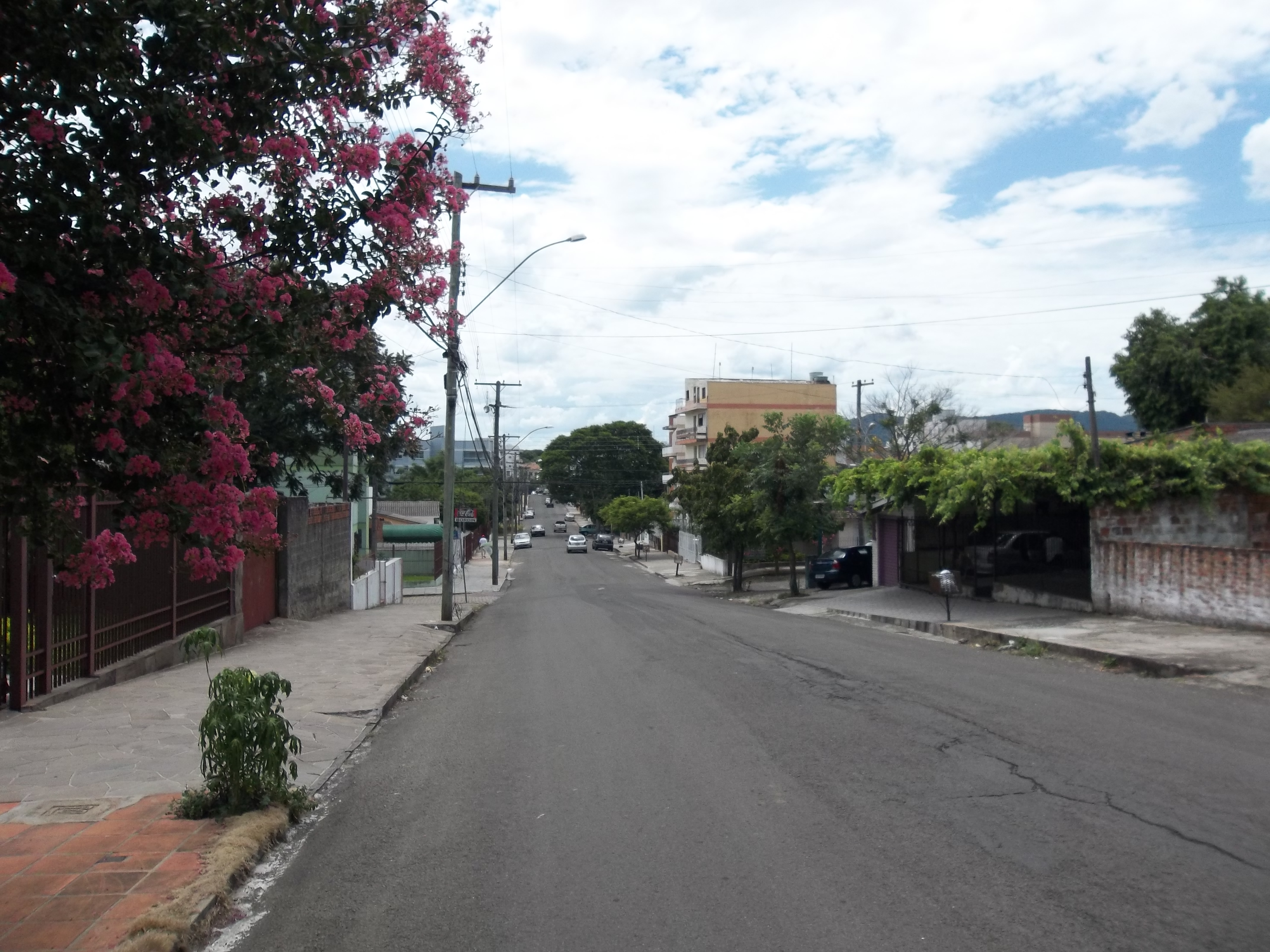

| Noroeste: Patronato | Norte: Patronato / Nossa Senhora de Fátima | Nordeste: Nossa Senhora Medianeira |
| Oeste: Patronato    |                                            | Este: Nossa Senhora Medianeira     |
| Suroeste: Patronato | Sur: Urlândia / Uglione                    | Sureste: Uglione                   |